# シクロヘキサンメタノール
シクロヘキサンメタノール（英語: cyclohexanemethanol）または、シクロヘキシルメタノール（英語: cyclohexylmethanol）は、化学式がC
6H
11–CH
2–OHで表される有機化合物である。アルコール（ヒドロキシメチル基）で官能基化されたシクロヘキサンである。市販品は黄色く見えるが、無色透明の液体である。

## 合成
シクロヘキセンのヒドロホルミル化により2段階で合成できる。この工程では水素化によりシクロヘキサンも得られる。得られたシクロヘキサンカルボキシアルデヒドを水素化してアルコールを得る。

## 法規制
消防法が定める 第4類危険物 第三石油類 非水溶性液体 危険等級III に該当する。